# Karl Strecker (General)

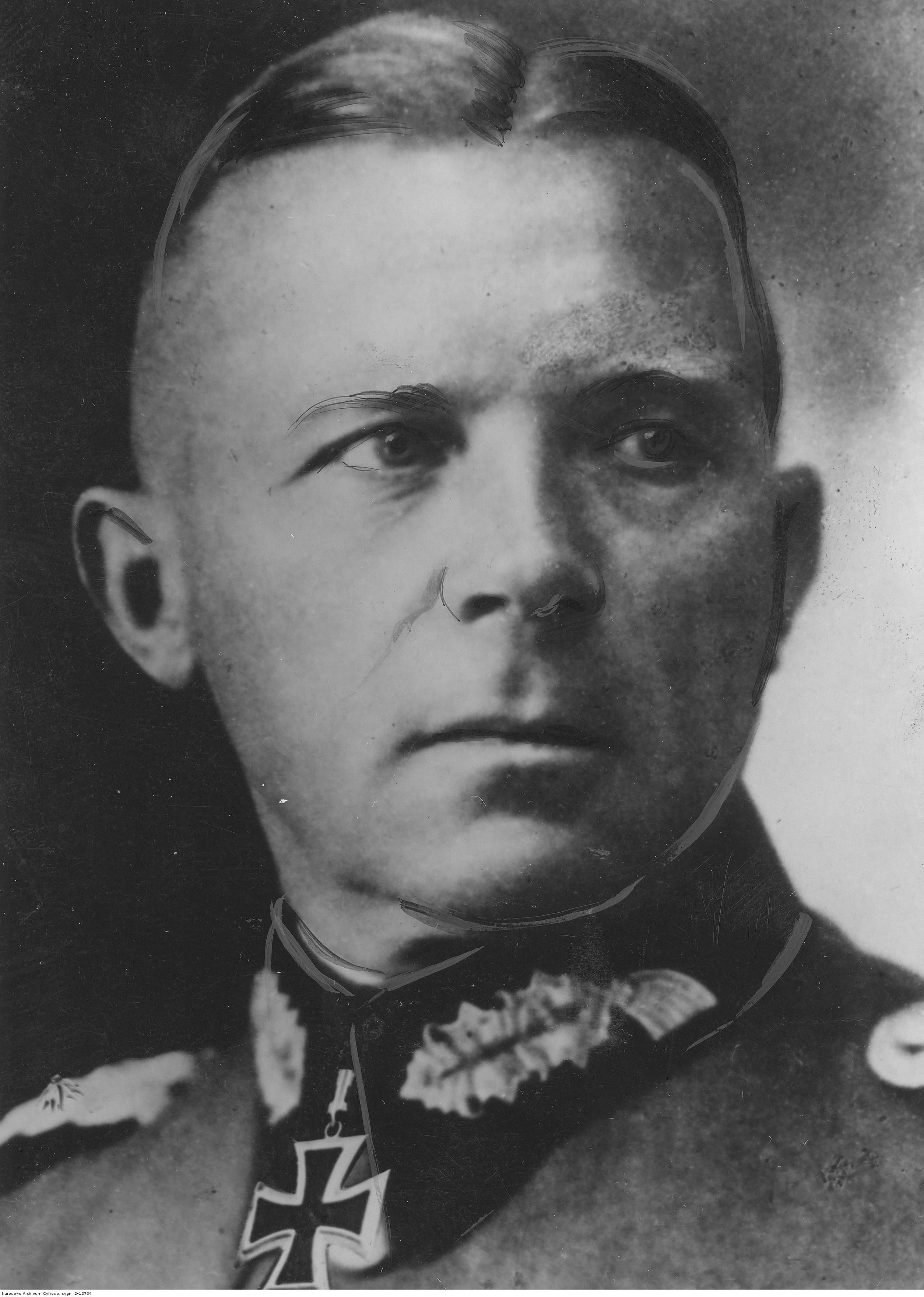
Karl Strecker (1943)

Karl Strecker (* 20. September 1884 in Radmannsdorf, Westpreußen; † 10. April 1973 in Riezlern) war ein deutscher General der Infanterie im Zweiten Weltkrieg.

## Leben
Strecker wurde als Sohn eines preußischen Offiziers geboren, der im Deutsch-Französischen Krieg 1870/71 schwer verwundet wurde. Streckers Vater beging 1893, wegen dauernder schwerer Schmerzen aufgrund seiner Verwundung, Suizid. Strecker wollte ursprünglich, wie sein Großvater, evangelischer Pfarrer werden. Da der Witwe mit sechs Kindern Geld fehlte, schickte man Karl Strecker stattdessen im Alter von 12 Jahren auf die Kadettenanstalt in Köslin. Bei Abschluss der Kadettenanstalt bekam er in den Fächern Geschichte und Russisch gute Noten. Am 14. März 1905 wurde er als Leutnant dem Deutschordens-Infanterie-Regiment Nr. 152 der Preußischen Armee in Marienburg überwiesen und sein Patent dabei auf den 14. Juni 1905 datiert. Er wurde 1911 Bataillons- und im Juni 1914 Regimentsadjutant. Im selben Monat erfolgte seine Beförderung zum Oberleutnant.
Im Ersten Weltkrieg kämpfte Strecker ab dem 20. August 1914 mit seinem Regiment an der Ostfront gegen russische Truppen. Vom 26. bis 30. August 1914 nahm er an der Schlacht bei Tannenberg und dem anschließenden Angriff auf Gebiete des Russischen Kaiserreichs teil. Im weiteren Kriegsverlauf diente er als Kompanie- und Bataillonsführer sowie als Generalstabsoffizier. Im Juli 1915 wurde er zum Hauptmann befördert und im Dezember 1915 zur Eisenbahnabteilung des deutschen Generalstabs versetzt. Ende 1916 wirkte Strecker bei der Invasion in Rumänien, von Mai bis September 1917 bei der 52. Infanterie-Division und nahm 1917 an der Schlacht an der Aisne teil. Nach kurzem Dienst in zwei verschiedenen Verbänden wurde er bei einem Autounfall schwer verletzt. Nach seiner Genesung kehrte er an die Front zurück und bekam eine Stabsstelle bei der 30. Infanterie-Division. Für sein Wirken erhielt er beide Klassen des Eisernen Kreuzes.
Nach dem Waffenstillstand am 11. November 1918 kehrte Strecker schließlich als Kommandeur zu seinem Stammregiment zurück und führte seinen Verband bei den Aufständen in Oberschlesien. 1920 wurde er im Zuge der Verringerung der Reichswehr unter Verleihung des Charakters als Major aus der Armee entlassen.
Strecker schloss sich daraufhin der Sicherheitspolizei an. Später war er als Offizier der Schutzpolizei in Münster, Potsdam und Berlin tätig. Er wurde 1931 zum Kommandeur der Polizeischule Münster ernannt. Beförderungen zum Polizei-Oberstleutnant und -Oberst erfolgten 1932 und 1933. Strecker wurde am 1. April 1934 als Generalmajor der Polizei zum Kommandeur der Landespolizei-Inspektion Nord in Stettin ernannt.
Mit der Einführung der allgemeinen Wehrpflicht 1935 trat er im Rang eines Generalmajors der Wehrmacht bei und wurde am 14. Juni 1935 Kommandeur der Heeresdienststelle I in Neustettin. Es folgten Versetzungen als Kommandeur des Infanterie-Regiments 4 nach Kolberg und anschließend nach Idar-Oberstein.
Bei Ausbruch des Zweiten Weltkriegs war er Kommandeur der 79. Infanterie-Division. Diese nahm am Westfeldzug (Mai und Juni 1940), am Balkanfeldzug am deutsch-sowjetischen Krieg teil. 
Strecker wurde am 1. Juni 1940 zum Generalleutnant befördert und erhielt am 26. Oktober 1941 das Ritterkreuz des Eisernen Kreuzes. Nach seiner Ernennung zum General der Infanterie am 1. April 1942 übernahm er als Kommandierender General das XVII. Armeekorps. Am 12. Juni 1942 wurde er Kommandierender General des XI. Armeekorps und nahm an der Schlacht von Stalingrad teil.
Nachdem er am 25. Januar 1943 das Deutsche Kreuz in Gold erhalten hatte meldete der Wehrmachtbericht am 1. Februar 1943: „Die Nordgruppe unter Führung des General der Infanterie Strecker behauptet sich noch immer. Sie wehrte starke feindliche Angriffe zum Teil im Gegenstoß ab.“ Im Nordkessel von Stalingrad kapitulierte Strecker am 2. Februar 1943 mit den Resttruppen; der Südkessel unter Befehl von Generalfeldmarschall Friedrich Paulus und der Mittelkessel unter Generaloberst Walter Heitz hatten bereits am 31. Januar kapituliert. Strecker soll durch Funkspruch noch zum Generaloberst befördert worden sein; dafür gibt es keinen Nachweis. Die Beförderung wird in der Autobiographie des 1. Adjutanten der 6. Armee, Oberst Wilhelm Adam, erwähnt.
Strecker gehörte in der Gefangenschaft zu den antikommunistisch eingestellten Offizieren. Er unterzeichnete jedoch den vom Nationalkomitee Freies Deutschland stammenden Aufruf der 50 Generale vom 8. Dezember 1944 an die deutsche Bevölkerung und die Wehrmacht, sich von Hitler loszusagen und den Krieg zu beenden. Er kehrte am 9. Oktober 1955 aus der sowjetischen Kriegsgefangenschaft im Kriegsgefangenenlager 5110/48 Woikowo zurück (→ Heimkehr der Zehntausend). Er lebte zunächst in Idar-Oberstein und später in Riezlern in Österreich; dort schrieb er seine Memoiren. Laut dieser Memoiren akzeptierte er nun die Demokratie und war beunruhigt über sein Versagen, Hitler nicht aktiv bekämpft zu haben. Seine Memoiren Lieutenant General Karl Strecker - the life and thought of a German military man wurden erst 1994 von seinem Enkel Uli Haller in englischer Sprache veröffentlicht und niemals in deutscher Sprache.

## Ehe
Strecker heiratete 1920 Hedwig Born, die Tochter des damaligen Bürgermeisters von Marienburg. 1921 wurde ein Sohn und 1924 eine Tochter geboren.

## Werke
- Von Hannibal zu Hindenburg: Studien über Hindenburgs Strategie u. ihre Vorläufer m. Skizzen d. Schlachten bei Cannä, Kunersdorf, Sedan, Tannenberg, an d. Masurischen Seen. Curtius, Berlin 1915.
- Das Deutsch-Ordens-Infanterie-Regiment Nr 152 im Weltkriege: Nach d. amtl. u. privaten Kriegstagebüchern, Berichten, Feldpostbriefen u. Zuschriften. Bernard & Graefe, Berlin-Charlottenburg 1933.